# Panthera pardus nimr
Il leopardo arabo (Panthera pardus nimr Hemprich ed Ehrenberg, 1833) è una delle nove sottospecie riconosciute di leopardo. È caratterizzato da un mantello chiaro costellato di rosette e da dimensioni ridotte (20-30 kg). È alto dai 30 ai 50 cm al garrese. La sua dieta è costituita essenzialmente da mammiferi di piccola e media taglia, come la gazzella d'Arabia (Gazella arabica) e il tahr d'Arabia (Arabitragus jayakari). Occupa le zone remote e accidentate delle alte montagne della penisola arabica.
Fino agli anni sessanta, il leopardo d'Arabia era ancora piuttosto numeroso in tutta la penisola, ma la perdita del suo habitat e la caccia eccessiva ne hanno fatto diminuire il numero di esemplari. Attualmente nella penisola arabica ne rimangono tre sottopopolazioni costituite in tutto da meno di duecento esemplari. In tutto il suo areale vi è una sola riserva naturale e un ulteriore numero di esemplari, meno di un centinaio, viene allevato in cattività ai fini di programmi di conservazione ex situ. L'Unione internazionale per la conservazione della natura classifica questa sottospecie «in pericolo critico» (Critically Endangered).

## Descrizione

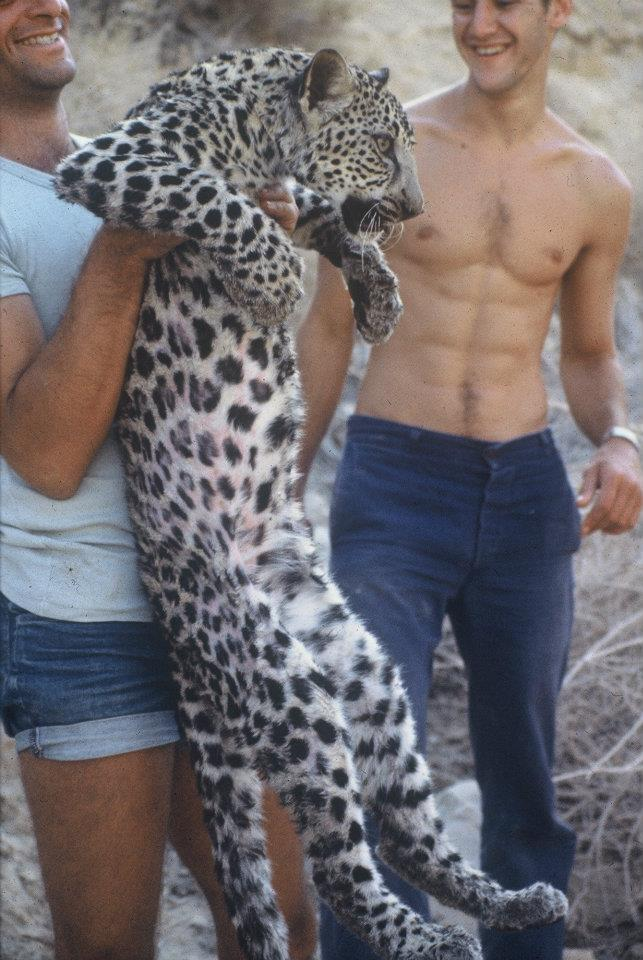
Il leopardo d'Arabia è una delle più piccole sottospecie di leopardo.

Il leopardo d'Arabia ha un mantello di colore variabile dal giallo chiaro al fulvo, ricoperto di rosette. Con un peso che si aggira in media sui 30 kg nei maschi e sui 20 kg nelle femmine e una lunghezza media non superiore ad un metro circa (accompagnato da 80 cm di coda), il leopardo d'Arabia è una delle sottospecie di leopardo più piccole.

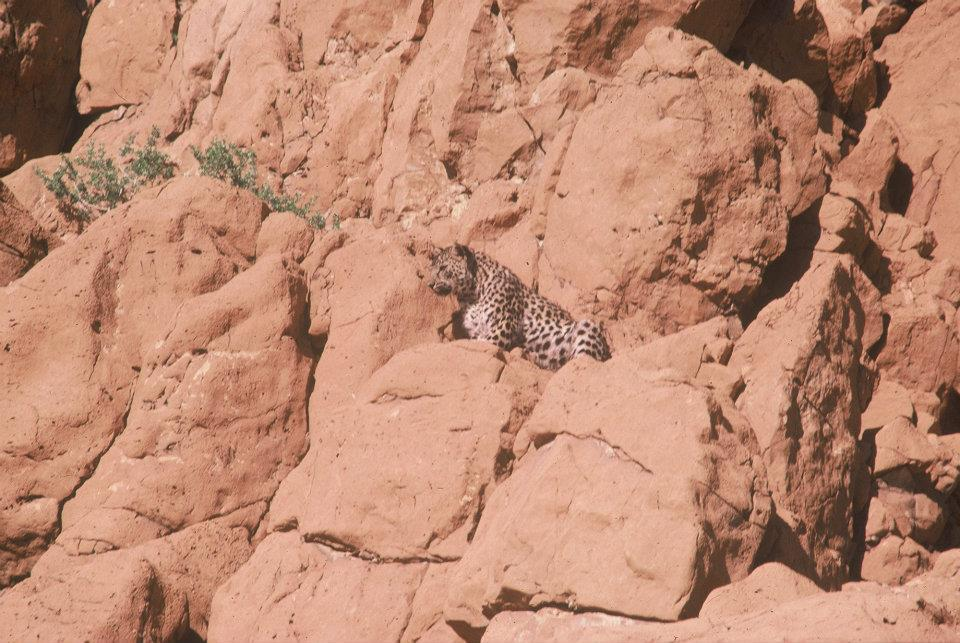
Il leopardo d'Arabia è un felino che vive su montagne aride o semiaride. Qui, un esemplare nel deserto della Giudea negli anni '80.

## Biologia

### Alimentazione
Il leopardo d'Arabia caccia prede di piccola e media taglia, quali gazzelle d'Arabia (Gazella arabica), tahr d'Arabia (Arabitragus jayakari), procavie, lepri, uccelli e probabilmente lucertole e insetti. Le carcasse delle prede più grandi vengono in genere nascoste dentro una grotta o una tana, ma mai su un albero. Sono state riportate anche osservazioni di predazioni ai danni di giovani dromedari (Camelus dromedarius).

### Riproduzione
Anche se i maschi e le femmine condividono il loro territorio, i leopardi d'Arabia sono, come tutti i leopardi, animali solitari e territoriali, che si incontrano per soli cinque giorni circa per accoppiarsi. Dopo una gestazione di circa cento giorni, la femmina dà alla luce da uno a quattro piccoli all'interno di una zona protetta come una piccola grotta o una cavità nella roccia. Durante le prime settimane, la femmina sposta spesso i suoi piccoli in modo da evitare che possano essere scoperti. Sebbene i piccoli aprano gli occhi nove o dieci giorni dopo la nascita, lasciano la tana solo verso le quattro settimane. La madre allatta i piccoli fino all'età di tre mesi, ma questi rimangono con lei fino all'età di due anni.

## Distribuzione e habitat

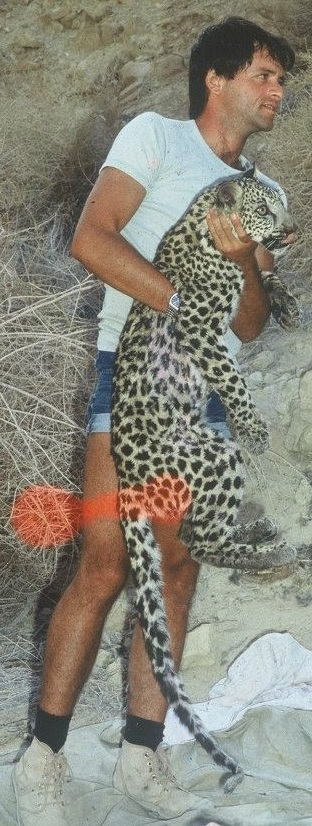
Un leopardo arabo mentre viene rilasciato nel deserto della Giudea, in Israele.

L'areale storico del leopardo d'Arabia è poco conosciuto, ma si estendeva attraverso la penisola arabica, penisola del Sinai compresa.
Fino agli anni '60, il leopardo d'Arabia viveva ancora in gran parte della penisola. Era presente nell'Hegiaz sui monti Sarawat, a nord degli altipiani dello Yemen, sulle montagne di Ras al-Khaima, nella regione orientale degli Emirati Arabi Uniti e sulle montagne del Jebel Samhan e del Dhofar nell'Oman. Negli anni '70 una ventina di esemplari sopravvivevano ancora nel deserto del Negev in Israele.
Dagli inizi del XXI secolo, le popolazioni di leopardo d'Arabia sono diminuite del 90%. Delle 19 osservazioni segnalate tra il 1998 e il 2003, soltanto quattro sono state confermate: una sui monti dell'Hegiaz e tre sui monti dell'Asir. Nessun leopardo è passato davanti alle trappole fotografiche nel corso di uno studio effettuato tra il 2002 e il 2003. Benché il leopardo d'Arabia sia protetto dalla legge, nessun parco nazionale ne protegge l'habitat.
Alcuni individui sopravvivono nel deserto della Giudea e nel Negev, in una singola area dello Yemen e in un'altra dell'Oman. La più grande popolazione confermata vive sulle montagne del Dhofar nel sud dell'Oman. Le trappole fotografiche hanno permesso di identificare 17 adulti a partire dal 1997 nella riserva naturale di Jebel Samhan e di 9-11 leopardi presso il confine tra la riserva e la frontiera con lo Yemen.
Attualmente, in tutta la penisola arabica, esistono tre sottopopolazioni comprendenti in tutto meno di 200 esemplari. Questa sottospecie viene classificata «in pericolo critico» di estinzione (Critically Endangered) dalla IUCN e il numero di esemplari è in diminuzione.
In Arabia Saudita, l'habitat del leopardo d'Arabia si estende lungo le coste del mar Rosso sulle scoscese montagne aride e semiaride ad altitudini comprese tra i 600 e i 2400 m di altitudine. I leopardi d'Arabia occupano le zone remote e accidentate di alta montagna. A causa dell'aridità dei loro habitat necessitano di vasti territori per riuscire a trovare cibo e acqua sufficienti per sopravvivere. Il territorio del maschio ricopre generalmente quello di una o più femmine. Le sovrapposizioni dei territori dei maschi sono comuni.

## Tassonomia

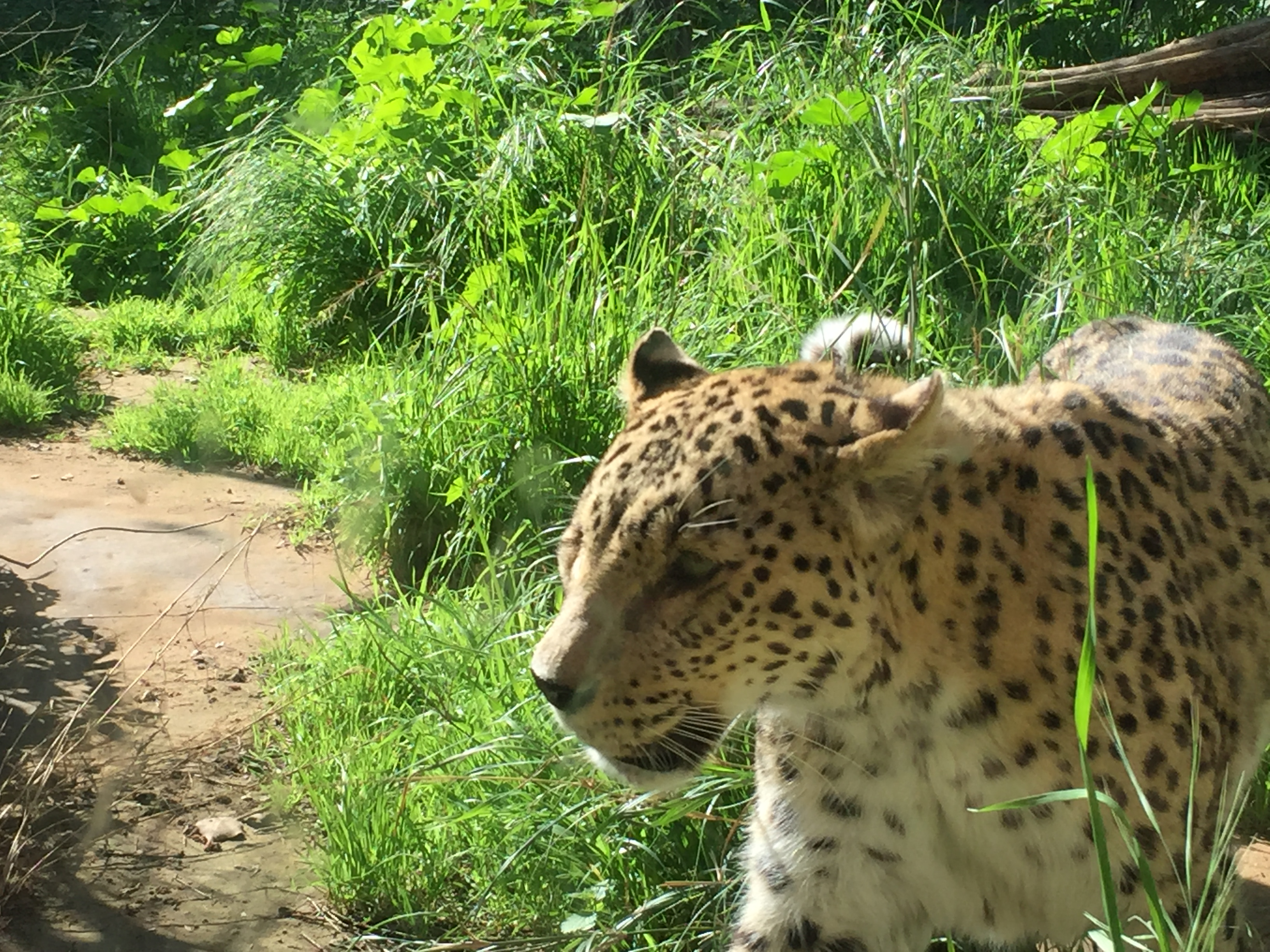
Un leopardo arabo nello zoo di Tel-Aviv.

La linea evolutiva alla quale appartiene il leopardo, quella dei Panterini, si separò circa 10,8 milioni di anni fa dall'antenato comune di tutti i Felidi, poi, circa 6,4 milioni di anni fa, si separarono le due linee evolutive che avrebbero portato in seguito ai leopardi nebulosi (Neofelis) e ai rappresentanti del genere Panthera. L'estrema variabilità del mantello dei leopardi (Panthera pardus) portò in passato alla creazione di un gran numero di sottospecie sulla base della forma o del colore delle macchie. Ben ventisette sottospecie venivano generalmente riconosciute prima che la biologa singalese Sriyanie Miththapala e i suoi collaboratori non revisionarono la classificazione dei leopardi in seguito allo studio diretto del DNA nel 1995.
Il leopardo d'Arabia è una delle nove sottospecie di leopardo riconosciute dall'Unione internazionale per la conservazione della natura.

## Rapporti con l'uomo

### Nella cultura di massa
Il leopardo è citato nell'Antico Testamento otto volte (Daniele 7,6; Isaia 11,6; Geremia 5,6 e 13,23; Osea 13,7; Abacuc 1,8; Cantico dei Cantici 4,8; Siracide 28,23), sempre come animale pericoloso per gli uomini (come in Osea, Siracide e Geremia e nel Cantico dei Cantici) e per il bestiame (Isaia). Talvolta, come in Daniele, rappresenta addirittura un popolo invasore, mentre in Abacuc e in Geremia 13,23 vengono presi in riferimento la sua pelliccia maculata e la sua velocità. Inoltre, nel libro dell'Apocalisse, Giovanni descrive la Bestia del mare come "dal corpo di leopardo", riprendendo la visione di Daniele nel capitolo 7, in cui la bestia "simile a un leopardo" rappresenta il regno dei Persiani.
Assieme al leone, all'orso e al lupo, il leopardo fa parte delle quattro grandi belve del territorio palestinese storico, che come tali sono spesso riportate insieme nella Bibbia. Rappresentano i regni potenti nemici del popolo d'Israele, che spesso viene identificato come un gregge insidiato da questi animali. Solo l'intervento del germoglio di Iesse, simbolicamente, metterà pace fra i grossi predatori e le loro prede.

### Minacce
Il leopardo d'Arabia è minacciato dalla perdita e della frammentazione del suo habitat, dalla scomparsa delle sue prede a causa della caccia non regolamentata degli ungulati e dalle catture per il traffico degli animali o per difendere il bestiame. Il 21 dicembre 2014 dei pastori hanno abbattuto l'ultimo esemplare conosciuto di questa sottospecie in Egitto.
Alcuni leopardi d'Arabia sono morti accidentalmente dopo aver ingerito carcasse avvelenate destinate ai lupi e alle iene. Delle pelli di leopardi d'Arabia uccisi illegalmente nello Yemen sono state osservate tra i prodotti venduti apertamente nella città di Mina dopo lo hajj del 2010.

### Conservazione

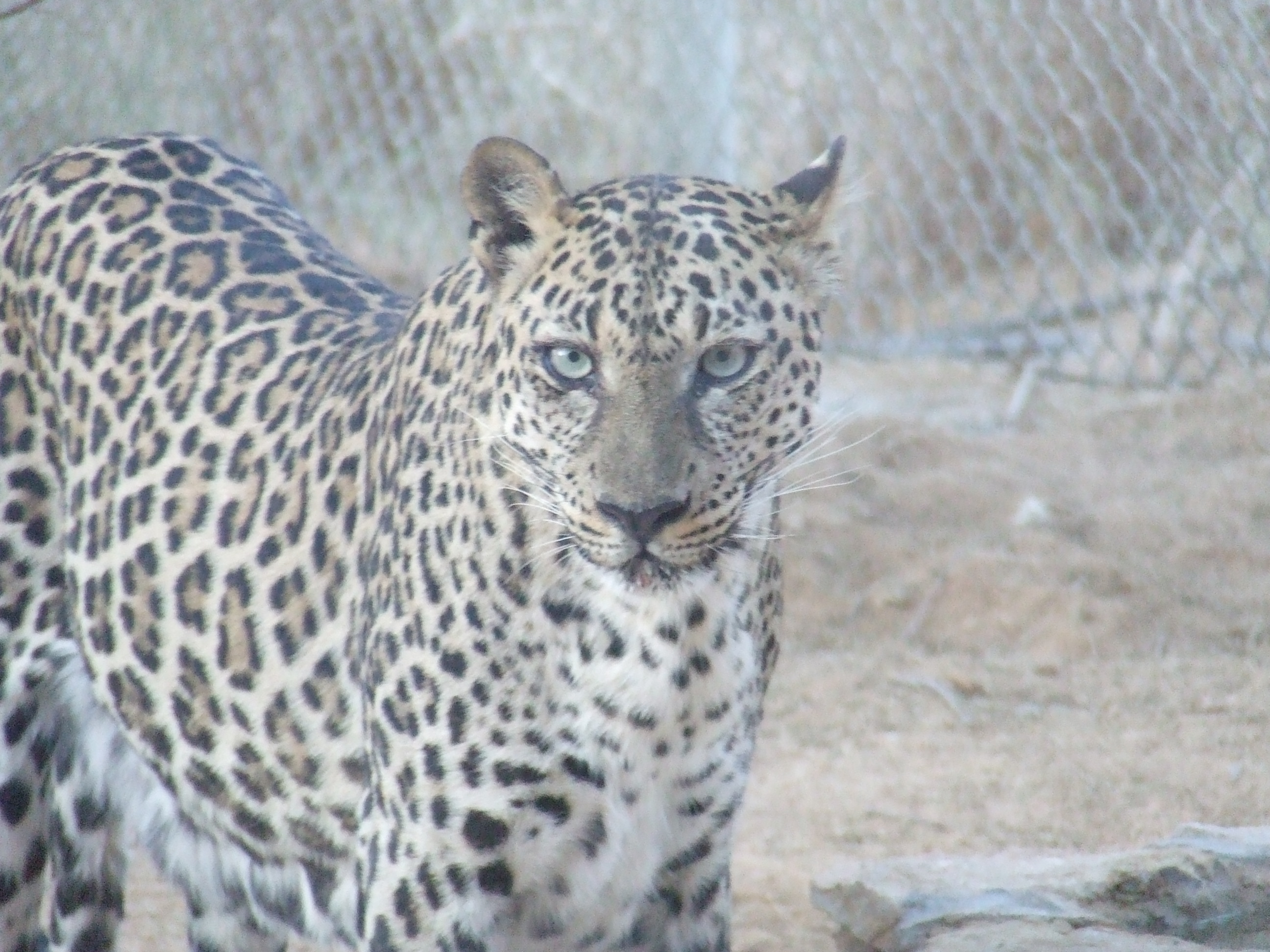
Leopardo d'Arabia nel Breeding Centre for Endangered Arabian Wildlife.

Il leopardo d'Arabia è classificato nell'Appendice I della CITES. La riserva naturale di Jebel Samhan (4500 km²) è stata istituita nel 1997 in seguito alla presenza confermata dalle trappole fotografiche di 17 esemplari adulti e di un piccolo. Il canale Al Jazeera ha mostrato gli sforzi coronati dal successo per salvare i leopardi d'Arabia all'interno di questa riserva nel 2012 in un episodio del programma Witness.
Dall'inizio degli anni '90, almeno dieci leopardi d'Arabia sono stati catturati vivi nello Yemen e venduti agli zoo. Alcuni di loro sono stati trasferiti in centri di conservazione ex situ in Arabia Saudita e negli Emirati Arabi Uniti.
Uno studio scientifico approfondito sull'ecologia e sulla distribuzione del leopardo d'Arabia è assolutamente necessaria per determinare la migliore politica di conservazione in situ. Le informazioni necessarie riguardano la dieta, l'utilizzo del territorio, il tipo di habitat e i dati riguardanti la riproduzione. Numerosi siti sono già stati esaminati e potrebbero essere convertiti in aree protette: Jebel Fayfa, Jebel Al-Qahar, Jebel Shada, Jebel Nees, Jebel Wergan, Jebel Radwa e Harrat Uwayrid. La creazione di nuove riserve è urgente al fine di preservare gli ultimi esemplari selvatici rimasti.

### In cattività
Il primo leopardo d'Arabia ad essere registrato su uno studbook fu un esemplare catturato nel sud dell'Oman nel 1985. Il primo programma di riproduzione in cattività venne avviato, su scala regionale, dall'Oman Mammal Breeding Centre nel 1995. A partire dal 1999, lo studbook viene diretto e coordinato dal Breeding Centre for Endangered Arabian Wildlife di Sharja. Nel 2010, nove strutture ospitavano complessivamente 42 maschi, 32 femmine e 3 leopardi di sesso indeterminato, tra i quali 19 individui catturati in natura. Questa popolazione in cattività deriva da 14 fondatori.